# فلاویو کیپولا
 فلاویو کیپولا (ایتالیایی: Flavio Cipolla؛ زاده ۲۰ اکتبر ۱۹۸۳) یک تنیس‌باز اهل ایتالیا است.